# Robert de Nevers
Pour les articles homonymes, voir Robert de Nevers (évêque) et Robert le Bourguignon.
 (juin 2020).
Robert de Nevers (vers 1027/1030/1035- † 1098), dit Robert le Bourguignon ou encore Robert l'Allobroge, est seigneur de Craon, fils cadet de Renaud Ier comte de Nevers et d'Alix de France fille de Robert le Pieux.

## Biographie

### Origine
Robert le Bourguignon devint seigneur de Sablé par son alliance avec la fille restée unique de Geoffroy de Sablé. Ses frères aînés étaient Guillaume, comte de Nevers, Henri et Gui. Il fut élevé à la cour du duc d'Aquitaine et à celle du comte d'Anjou, par les soins de sa grand-tante Agnès de Bourgogne, veuve de Guillaume V d'Aquitaine (Guillaume V était cousin germain de Robert le Pieux ; Agnès était fille d'Otte-Guillaume comte de Bourgogne et de Mâcon, comme Mathilde, la mère de Renaud Ier de Nevers), et femme en secondes noces de Geoffroy Martel qu'elle épousa en 1032.
Aidée de Geoffroy Martel, son second époux, Agnès avait obtenu pour ses deux fils la succession paternelle de l'Aquitaine et du Poitou. Elle protégea de même Robert, son filleul, le forma surtout, et jamais fils ne profita mieux des leçons de sa mère. Quand cette mère adoptive fut répudiée, après vingt ans d'union, son fils adoptif ne perdit point la confiance de Geoffroy Martel, qu'il avait bien servi et qui appréciait sa présence et ses services éclairés.

### Première apparition
On ne trouve pas Robert le Bourguignon associé aux actes de Foulque Nerra, parce que dès ce temps-là il était attaché à la personne de Geoffroy Martel, presque toujours en guerre avec son père. On cite cependant un titre du Ronceray, daté de 1035, dans lequel paraît Gui, « frère de Robert » ; cette qualité donnée à un frère aîné, semble indiquer que la notoriété du jeune frère était plus grande que la sienne. Il est nommé personnellement pour la première fois en 1039, à l'occasion du meurtre d'un cousin de Geoffroy Martel. C'est aussi sans doute l'époque de son alliance avec l'héritière de Sablé dont le père, Geoffroy, ne reparaît plus après la fondation de Solesmes (1010), et dont les frères étaient certainement morts aussi car il n'en est plus question, sinon par erreur, dans une des confirmations de la fondation de Solesmes dont on ne peut invoquer l'autorité, les noms des témoins s'y trouvant systématiquement brouillés. Cette riche alliance était due à l'influence de Geoffroy Martel et plus encore à celle de la comtesse Agnès, protectrice du jeune seigneur, qui n'eût pas recherché l'orpheline si elle n'eût été en possession de l'héritage.

### Baron de Craon
Le premier événement important qui se rencontre dans la carrière du Bourguignon, et qui doubla sa fortune, fut le don de la baronnie de Craon, fait en sa faveur vers 1053 par Geoffroy Martel.

### Forfaiture des anciens Craon
Si l'on en croyait l'acte de fondation de l'abbaye de la Trinité de Vendôme du 21 mai 1040, cette inféodation pour Craon aurait eu lieu avant même cette date, puisqu'elle y est relatée, cum honorem Credonensem Roberto Burgundo donavimus, dit le fondateur. Mais il faut nécessairement admettre que la charte est au moins interpolée pour ce passage et pour d'autres articles.
Cette date est démentie d'ailleurs par une notice très précise du Cartulaire de l'abbaye Saint-Aubin d'Angers. Les moines y affirment que la première donation de Saint-Clément leur avait été faite par Suhart Ier de Craon, dit Suhart le Vieux, premier seigneur de Craon, après 1007, date de la naissance de Geoffroy Martel ; ce dernier se plaint que ni son père ni lui n'avaient confirmé la donation. Foulque Nerra, père de Geoffroy Martel, vivait encore quand Guérin de Craon succéda à son père Suhart Ier. Suhart II le Jeune, frère de Guérin de Craon, ayant remplacé ce dernier, Saint-Aubin garda quelque temps l'église Saint-Clément sous Geoffroy Martel. Tout cela, affirme-t-on avec précision, exigea plus de quarante ans, et cette estimation des moines de Saint-Aubin qui nous mènerait après l'an 1050, concorde avec le 26 mars 1053, date probable de l'abandon de Craon à Robert le Bourguignon, et n'offre pas les contradictions des chartes de Vendôme. D'après celles-ci, tantôt c'est Suhart le Vieux, tyran puni de confiscation et qui, sur un juste jugement de Dieu, termina sa vie d'impureté par une mort méritée ; tantôt c'est Suhart II. Nous y voyons encore que la reprise de l'église sur Saint-Aubin est causée soit par le défaut de consentement des autorités ecclésiastiques et comtales à la première cession, soit par la faute de l'abbaye angevine qui n'avait pas rempli les conditions imposées, soit enfin par la forfaiture du baron de Craon, coupable publiquement reconnu et qui est dépouillé à bon droit.
Qu'y a-t-il au fond de cette accusation de forfaiture entre 1041 et 1050, qui aurait motivé une confiscation sur le sire de Craon par Geoffroy Martel ? Une tradition dont on ne voit pas l'origine, postérieure toutefois aux chartes et aux chroniques du XIIIe siècle, raconte qu'un baron de Craon, Suhart Ier le Vieux ou son fils Guérin, aurait porté l'hommage de ses domaines au duc de Bretagne en en frustrant le comte d'Anjou, son suzerain légitime. Le mot de forfaiture se trouvant dans un texte du Cartulaire de l'abbaye de Vendôme, peut avoir donné naissance à la légende que Pierre Le Baud aurait insérée dans son Histoire de Bretagne, d'où elle est venue jusqu'à nous dans tous les ouvrages. Les auteurs, même modernes, y compris Ménage, ou dom Morice dans son Histoire de Bretagne, ont admis ce récit dramatique ; dom Piolin, D. de Bodard, l'abbé Charles Métais, rédacteur du Cartulaire de Vendôme, ont accepté la légende avec tous ses détails. A. Bertrand de Broussillon a déclaré ne rien comprendre à la forfaiture. Louis Halphen seul a conclu que tout était romanesque dans ce récit, y compris la guerre qui s'ensuivit avec Robert Ier de Vitré.
L'abbé Angot ne sait comment Broussillon, auteur de l'histoire de la Maison de Craon, n'a rien vu d'anormal dans la succession des barons de la première maison de Craon telle qu'il nous la présente : Guérin/Garin, fils aîné de Suhart Ier, lui succédant, cela est régulier ; mais Suhart II, frère de Guérin, remplaçant son aîné, alors que Guérin avait laissé une fille, nommée Berthe de Craon, mariée à Robert Ier de Vitré, cela n'est plus acceptable (?). L'héritage de Craon était acquis à celle-ci. Comment expliquer cette infraction aux règles invariables de l'héritage ? Il est vrai que Robert de Vitré semble avoir été, pendant quelques années, privé de la jouissance de son fief propre (du moins trouve-t-on une seule fois un seigneur de Vitré nommé autrement, peut-être par erreur). Mais Robert se remaria après son premier veuvage avec une autre Berthe et eut des enfants de ce second mariage ; l'aîné de ses fils, André, fils de sa première ou deuxième épouse Berthe, lui succéda. Enfin, le fait est certain : Suhart le Jeune succéda à son frère, au préjudice de sa nièce Berthe de Craon.
Pour l'abbé Angot, c'est cette transmission irrégulière qui constitue l'acte de félonie, cause de la confiscation de Craon par Geoffroy Martel ; et la confiscation, suivie quelque temps après par l'inféodation de la baronnie à Robert le Bourguignon, occasionna une guerre du baron de Vitré, époux de l'héritière légitime de Craon, et du duc de Bretagne, contre le comte d'Anjou. Si Suhart de Craon s'y trouve mêlé dans la légende, ce peut être une invention de chroniqueur, ou un retour du baron à la justice envers sa nièce. Louis Halphen n'a pas vu la difficulté, parce qu'il suppose Suhart le Jeune fils et non frère de Guérin, mais il se trompe certainement (Comté d'Anjou, p. 142, n. 2, et table, au mot "Guérin de Craon").
La confiscation de la baronnie de Craon et celle de l'église de Saint-Clément sont deux questions connexes, mais distinctes. La baronnie, par une règle du droit féodal, était revenue au suzerain après la violation du droit héréditaire par Suhart le Jeune, d'accord sans doute avec Guérin, son frère, au préjudice de sa nièce Berthe de Craon. C'est toujours ainsi qu'en parlent les chartes : « Cum honor Credonis ab heredibus illius qui donationem fecerat, dominicus in manum suam (Gaufridi) per forfacta eorum devenisset », comme on y lit plusieurs fois, le comte Geoffroy Martel se crut le devoir de casser la donation et d'attribuer l'église de Saint-Clément à la Trinité de Vendôme en l'enlevant à Saint-Aubin, et ensuite de concéder, après le 26 mars 1053, la baronnie de Craon à Robert le Bourguignon.
Ce premier acte conserva toujours sa valeur. Mais la confiscation de la baronnie et l'inféodation qui en fut faite à Robert le Bourguignon, malgré les circonstances multiples où il s'était paré de ce titre, furent déclarées caduques, et quand il maria son fils aîné Renaud à la fille de Berthe de Craon et de Renaud de Vitré, Enoguen de Vitré, héritière légitime de la baronnie de Craon, Renaud déclara franchement qu'il ne tenait la baronnie de Craon que de son mariage et non de l'héritage paternel. Il est vrai qu'on était alors sous le gouvernement de Geoffroy le Barbu et non plus sous celui de Geoffroy Martel. Il ne faut pas chercher ailleurs l'explication de la convention familiale en vertu de laquelle Robert le Bourguignon garda pour lui la seigneurie de Sablé qui lui venait du chef de sa femme Avoise de Sablé, et laissa à son fils, époux d'Enoguen de Vitré, la baronnie de Craon.

### Geoffroy Martel
Robert le Bourguignon avait porté le titre de baron de Craon jusqu’au mariage de son fils. On voit par l'investiture que lui en avait donnée Geoffroy Martel que le chevalier, depuis longtemps seigneur de Sablé, n'avait plus besoin de la protection de sa tante Agnès de Bourgogne, répudiée depuis 1052, et qu'il jouissait plus que jamais de la faveur du comte. Vers 1055, Geoffroy Martel était en partie de campagne (deambulandi causa) avec sa nouvelle épouse à l'île de Tirmont (actuelle Ile Saint Aubin d'Angers), accompagné des premiers membres du clergé et de grands personnages séculiers, et c'est déjà Robert le Bourguignon qui est en tête de tous les autres, y compris le baron de Château-Gontier, Alard Ier de Château-Gontier. Il le fut toujours depuis. Il avait déjà assisté aux principales fondations de Geoffroy Martel, vers 1040 à celle de Vendôme, en 1047 à l'érection du chapitre de Saint-Laud, et à toutes les fondations contemporaines de l'Anjou.
Le premier devoir du seigneur de Sablé envers le comte d'Anjou était le service des armes. Il n'est pas douteux qu'il s'en acquitta fidèlement en raison même de la confiance dont il jouissait auprès de Geoffroy Martel. Il prit part surtout à la campagne du Passais contre Guillaume le Bâtard. Elle ne fut pas couronnée de succès puisqu'elle aboutit à la défaite de Geoffroy Martel à Ambrières ; mais il y a encore de la gloire à être battu par un pareil adversaire. Sous Geoffroy le Barbu, neveu et successeur de Geoffroy Martel, Robert eut la même autorité.

### Geoffroy le Barbu
Une expédition recommença au début de 1063 pour aller dans le Maine porter secours à Gautier de Mantes contre Guillaume le Bâtard. Gautier, dit Guillaume de Poitiers, l'avait appelé à lui plusieurs fois, le nommant son seigneur et son protecteur. Il eut même une difficulté avec Marmoutier au sujet des vassaux de l'abbaye qu'il voulait convoquer à son ost quand il préparait cette campagne « adversus Bigotos ». Le rôle de Robert le Bourguignon ne permet pas de douter qu'il participa à cette expédition. Ce fut d'ailleurs encore un échec, car Guillaume le Bâtard, qui venait prendre possession du comté du Maine à lui échu par la mort sans enfants du comte Herbert II du Maine, s'empara du Mans, puis de Mayenne, pour se venger de Geoffroy II de Mayenne, chef du parti manceau. La guerre ne dura pas plus longtemps, et même Guillaume le Bâtard voulut que son fils, comte du Maine, prêtât à ce titre hommage à Geoffroy le Barbu, devant lui, à Alençon.

### Guillaume le Conquérant
Une charte de 1068, concernant le prieuré de Brûlon, ferait croire que Robert le Bourguignon était fidèle et fidélissime du Conquérant ; il était son vassal pour Sablé, mais ce terme ne peut s'entendre que dans ce sens féodal ; attaché à la personne du comte d'Anjou, c'était autre chose, comme nous l’allons voir.
Avec lui il figure à l'acte concernant la fortification de Saint-Florent, en tête de tous les assistants, à côté de Renaud II de Château-Gontier qui devait trahir son maître ; mais il ne fut pas avec ce dernier du nombre de ceux qui livrèrent leur maître à son frère. Il eut pourtant un rôle dans la scène, en prêtant son château pour lui servir de prison. Le nouveau comte l'y fit garder du 4 avril au 16 juillet 1067, jour où Robert le Bourguignon fit sur l'église de Bouchamp une fondation pour son premier bienfaiteur Geoffroy Martel. Le 7 août suivant, à Chaumont, dont le roi Philippe Ier faisait le siège avec Geoffroy le Barbu et Foulque le Réchin, son frère, contre Sulpice Ier d'Amboise, qui avait peut-être froissé les deux frères en ne se déclarant ni pour l'un ni pour l'autre, Robert et Avoise, sa femme, firent une autre fondation que je croirais volontiers un souvenir et une expiation de la captivité du comte d'Anjou. Ils dotèrent Marmoutier de l'église de Saint-Malo et des autres églises de Sablé, avec clause que les chanoines qui les desservaient seraient remplacés au fur et à mesure de leur décès par un moine. Ils complétèrent leur fondation des défrichements de la forêt de Bouère, d'une place pour faire un bourg, d'une moitié des coutumes, de l'église d'Angliers et de six arpents de vigne en Loudunois. Cette fondation occasionna plus tard de graves difficultés avec la Couture.
Quels qu'aient été les sentiments de Robert pour Geoffroy le Barbu, quand Foulque le Réchin se brouilla de nouveau avec lui, le vainquit et l'emprisonna pour la fin de ses jours, le seigneur de Sablé se rangea sous les ordres du vainqueur. Mais ce ne fut plus lui qui garda le captif, enfermé au château de Chinon, où personne ne s'intéressa plus à lui jusqu'à sa mort (1096 ou 1099). Robert le Bourguignon servit le nouveau comte aussi fidèlement et dans le même rang honorable, avec la primauté qu'il avait eue déjà auprès de Martel et de Geoffroy le Barbu.
Foulque le Réchin ayant détruit dans ses guerres le couvent de Saint-Florent, Robert, son frère Guy et Guy II de Laval assistèrent à la dédicace de la nouvelle abbaye, à la tête de tous les seigneurs du comté (11 mars 1068). En 1073, une trêve fut conclue entre Foulque le Réchin et Guillaume le Conquérant. Le Gallia Christiana suppose que ce fut avec Hélie de la Flèche, mais l'auteur se trompe. Du reste l'événement aurait en tous cas la même signification, car Jean de la Flèche, et non Hélie de la Flèche, était le plus puissant des partisans du roi d'Angleterre dans le Maine.
En 1076 eut lieu le règlement laborieux entre les abbayes de la Couture et de Marmoutier pour leurs prieurés de Solesmes et de Sablé. L'affaire fit voir la patience de Robert le Bourguignon et la partialité pour la Couture de l'évêque Arnaud, partisan de Guillaume le Conquérant et ennemi de Foulque le Réchin. Appelé à donner son avis, Robert, témoin le plus éclairé et le plus intéressé dans la question, le fit dans un discours dont les moines nous ont conservé deux rédactions différentes de style, mais semblables au fond, commençant par un historique de la ville de Sablé : construction du château, des églises, remplacement du chapitre de Saint-Malo par le prieuré du même nom, puis établissement de Solesmes, ses prétentions multiples dont l'orateur ne reconnaît que le droit de sépulture des bourgeois de la ville. Il termine en disant : Les moines de la Couture ont-ils le droit de revendiquer ces privilèges ? Dicat qui intelligit.
L'évêque fit toutes les oppositions possibles, demanda le rétablissement des chanoines - supprimés pour inconduite, menaça, jeta l'interdit sur la ville de Sablé. Conseillé par l'archevêque de Tours, Robert supporta avec une patience respectueuse les épreuves suscitées par son évêque. Il fallut, pour avoir raison de l'opposition d'Arnaud, que ses collègues lui déclarassent qu'ils passeraient outre s'il ne levait pas lui-même son interdit. Robert le Bourguignon n'avait pu aller au Mans suivre le procès à cause de sa guerre, dit-il, mais il alla à Tours pour la décision. Cette guerre était sans doute l'état d'hostilité continu où se trouvait le comte d'Anjou contre Guillaume le Conquérant, particulièrement le siège de Dol qu'il s'agissait de faire lever, et la lutte contre Jean de la Flèche qu'il fallait réduire. 
Les plus braves chevaliers angevins se trouvaient à Dol ; il ne peut se faire que Robert le Bourguignon ne fût du nombre, s'il n'était à la poursuite de Jean de la Flèche et au siège de la Flèche que Foulque abandonna, y ayant été blessé (septembre et octobre, et mois suivants). La lutte fut à peine interrompue, coupée d'une trêve en 1079, reprise avec les Bretons pour associés en 1081. La Flèche fut prise alors, et la paix conclue à Blanchelande, grâce à l'intervention du cardinal Hubert, agent d'Hildebrand en Normandie, et des moines qui se jetèrent entre les armées normande et angevine. La lutte reprit encore en 1083, conduite par Hubert II de Beaumont, seigneur aussi de Fresnay et Sainte-Suzanne, et le concours de Foulque le Réchin, car s'il ne parut pas personnellement parmi les grands du Maine, de l'Anjou, de l'Aquitaine, de Bourgogne, il y envoya son principal représentant, son conseiller Robert le Bourguignon. On se battit avec acharnement du château de Sainte-Suzanne au camp de Baugi, et, au dire d'Orderic Vital, la paix se fit sur les propositions d'Hubert à Guillaume le Conquérant (1083-1085 ou début de 1086). La paix fut honorable.

### Robert Courteheuse
Depuis lors Robert resta dans l'obéissance féodale de Robert Courteheuse, fils aîné et successeur de Guillaume le Conquérant en Normandie. En 1090, il remplit auprès du duc de Normandie une mission de Foulque Réchin, qui avait promis de faire échouer une nouvelle révolte des Manceaux, partisans d'Hugues V du Maine, fils d'Azzon, revenu d'Italie, si le duc voulait l'aider à lui procurer la main de Bertrade de Montfort. La négociation aboutit — Foulque épousa Bertrade en 1089 — et Robert le Bourguignon prêta au duc le secours de ses armes ou de ses conseils : « cum Robertus Burgundus Vetulus ad serviendum Roberto comiti perrexisset » (1090-1092).
Pendant ce temps, Hoël, évêque du Mans, en lutte avec Hugues V et en butte aux intrigues du chanoine Hilgot et de sa cabale, avait cherché à réveiller Robert Courteheuse, puis était passé en Angleterre pour demander le secours de Guillaume le Roux ; de là revenu en France, il avait envoyé à Sablé, où s'étaient réfugiés ses partisans, mettre sous la garde de Robert le Bourguignon le trésor de la cathédrale dont le comte menaçait de s'emparer, et avait célébré à Solesmes les fêtes de Pâques et de la Pentecôte (16 mai 1092). Réconcilié enfin avec le comte, il était rentré au Mans (27 juillet), pendant que Hugue négociait avec Hélie de la Flèche une transaction qui assurait à ce dernier la jouissance du comté.

### Croisade
Robert le Bourguignon, revenu en Anjou dès le mois de janvier 1092, était de retour à Sablé le 29 août. Moins de quatre ans plus tard, il y était l'objet de la plus glorieuse distinction. Le pape Urbain II, qui venait de décréter la croisade à Clermont, arrivait à Sablé le 14 février pour solliciter le concours du vieux seigneur, qui l'attendait dans ses murs et s'était privé pour cela d'être à la réception d'Angers aux côtés de Foulque le Réchin. Il céda à la prière du souverain pontife, prit la croix, entraînant avec lui le baron de Château-Gontier, son gendre, et une foule de chevaliers. Mais il ne partit qu'en 1098 à cause des menaces du roi d'Angleterre, cessionnaire des droits de Robert Courteheuse, parti lui-même pour Jérusalem, contre Foulque le Réchin. Le seigneur de Sablé remit alors son fief à son fils Robert II et se prépara chrétiennement à l'expédition, renouvela en les augmentant ses dons aux abbayes, à son intention comme à celles de Geoffroy Martel, de Renaud et de Robert, ses fils, de Berthe, sa femme ; Marmoutier, surtout, fut au moment du départ l'objet de faveurs spéciales. L'abbé Bernard était venu le trouver à Sablé : il lui donna entre autres le terrain d'un nouveau bourg, et fit un don au prieur, le 10 mars. Il s'achemina alors vers Marmoutier avec un chapelain et Hardouin de Vion, son chevalier, qui devaient l'accompagner en Terre sainte. À Tours, il reçut un accueil empressé et la promesse des suffrages des moines ; il confirma de son côté ses dons antérieurs, en ajouta d'autres et, comme signal de son passage, fit parvenir à Burgonde, sa fille, restée à Sablé, l'anneau d'or qu'elle lui avait confié.
Depuis ce jour on n'entendit plus parler de celui qui avait rempli du bruit de son nom, de ses bienfaits, de ses œuvres, toute la province. Bien plus, lui qui laissait une famille florissante, une femme, des amis, n'a son nom au nécrologe d'aucune abbaye. On l'a dit ubiquiste et on ne le retrouve plus nulle part du jour où il meurt dans les rangs des croisés en Terre sainte, en 1098.

### Possessions
Les principales possessions de Robert le Bourguignon dans le Maine où il était étranger, furent Sablé, y compris la forêt de Bouère qui s'avançait jusqu'auprès de la ville. La baronnie de Craon lui fut octroyée vers 1055 et il en garda le titre et la jouissance peut-être jusqu'en 1067, puisqu'il était alors suzerain de Bouchamp. Il avait des domaines dans le Loudunois où se trouvait l'église d'Angliers. Brion lui appartint avant 1060, quoique Célestin Port en attribue le don à Foulque le Réchin. La seigneurie de Noyen, comprenant Saint-Germain d'Amné, était, selon l'abbé Angot, la dot de Berthe, sa seconde femme épousée sans postérité en 1078, puisqu'on ne l'en voit porter le titre qu'à la fin de sa vie, et que sa femme et Alard II de Château-Gontier, son petit-fils, interviennent dans les actes concernant cette terre. Durtal lui fut attribué en commun avec Marcouard de Daumeray par Foulque le Réchin, mais ce ne fut que pour un temps, comme tuteur d'Hubert de Champagne qui relevait le nom de Mathefelon.

### Relations avec le clergé
Robert le Bourguignon eut avec le clergé et les moines des procédés généreux et des relations amicales. Il réclama des abbayes de Marmoutier, du Ronceray, de Saint-Aubin, de la Trinité de Vendôme, de Saint-Nicolas, de Saint-Florent de Saumur, le suffrage de leurs prières et les combla de bienfaits, reconnut leurs privilèges, leurs vertus, n'offensa point ceux qui lui étaient opposés, intervint souvent auprès de ses amis pour les réconcilier avec les moines.
Il avait des officiers et des chevaliers attachés à sa personne, Ulric de Brûlon, son prévôt, Otherius et Bouchard, ses hommes, Ulric qui partit pour Jérusalem avec lui aussi bien que Barthélemi et Hardouin de Vion, Foulque de Murs.

### Fonctions ordinaires
Ses fonctions ordinaires comprenaient, outre le service militaire, le ministère de la justice et l'office de conseiller du comte. Toujours il fut le premier des témoins depuis 1080. Les comtes d'Anjou n'eurent pas de sénéchal en titre à son époque, mais la charge lui en eût été assurée si elle eût existé. Ses dépositions prenaient l'allure de pièces oratoires, comme on l'a vu à Sablé (1076), et comme on le voit encore quand, interrogés, lui et Marcouart de Daumeray, sur ce qu'ils feront vis-à-vis des moines à Durtal, non seulement il déclare qu'il respectera leurs droits, mais, prenant la parole pour son associé, il lui dicte la conduite à tenir sur un ton d'amitié et de protection. « Sic me Deus adjuvet », dit-il une autre fois, en commençant un discours favorable à Saint-Aubin. Il distribue libéralement les conseils, les avis, par exemple à son fils pour l'engager à être moins exigeant envers les moines de Saint-Vincent, ou à Renaud de Daumeray pour lui prescrire une restitution à Marmoutier. Son ministère est des plus variés : lui et Renaud de Château-Gontier sont les assistants laïcs d'un plaid tenu par l'évêque et le comte entre le Ronceray et Saint-Nicolas ; il représente cette dernière abbaye dans ses réclamations à Brains ; comme procureur du comte Foulque le Réchin, il prononce au profit de Saint-Florent deux sentences approuvées par la cour ; confirme une adjudication épiscopale des églises de Chantocé à Saint-Nicolas, et celle du légat Amat attribuant à Montierneuf l'église de Saint-Nicolas ; lui-même prononce un jugement pour Saint-Nicolas d'Angers en 1092 ; Foulque le Réchin le nomme unus ex meis optimatibus. Il est arbitre en 1093 entre Marmoutier et les chanoines de Chemillé ; associé avec Foulque le Réchin dans un jugement en faveur de Saint-Florent (1093). La présidence des plaids judiciaires entrait dans ses attributions, comme on le voit en 1094 en compagnie de Geoffroy de Mayenne, évêque d'Angers, de Marbœuf, de Garnier et de Foulque de Mathefelon. Tenant ses plaids à Saint-Maurice avec des personnages ecclésiastiques, il demande que les témoins des moines soient dispensés du serment par respect pour leurs clients (1096). Il fait par ailleurs respecter son autorité comme en 1090, citant devant lui, à Sablé, l'abbé de Saint-Vincent, qui se rend à la sommation avec l’évêque du Mans Hoël. Le juge lui remet d'ailleurs l'église de Saint-Germain, objet d'un litige.
Avec les comtes qu'il servit sous trois règnes, et dans des circonstances difficiles, il est constamment en faveur. On ne lui voit pas de différends avec ses voisins, qui connaissent sa justice et sa fermeté.

### Famille
Avoie (ou Blanche) de Sablé, fille de Geoffroy de Sablé, première femme de Robert le Bourguignon, meurt en 1067. Elle lui avait donné trois fils et une fille au moins : 
1. Renaud le Bourguignon, qui lui succède comme baron de Craon ;
2. Geoffroy[n 5], † jeune ;
3. Robert le Bourguignon ou Vestrol, seul fils cité avec son aîné Renaud, sauf dans une ou deux chartes des plus anciennes de son père, fut auteur de la branche de Sablé ;
4. Burgonde ou Béatrix, épouse de Renaud III de Château-Gontier et mère d'Alard de Château-Gontier[n 6] ;
5. L'abbé Angot ne tient pas compte d'un quatrième fils, nommé Henri, dit Henri de Nevers, qu'on lui attribue à la suite de Gilles Ménage[n 7]. Henri de Nevers eut un fils, Geoffroi de Vendôme, futur évêque de Vendôme[4], né vers 1070. Remarquons qu'un frère de notre Robert le Bourguignon s'appelle aussi Henri de Nevers, né vers 1030/1035 : si Geoffroi est son fils, les dates fonctionnent bien ; ce qui est moins évident avec le supposé Henri fils de Robert le Bourguignon : cet Henri serait forcément né après son frère aîné Renaud de Craon, donc vers 1060 au plus tôt, et il aurait dû très jeune enfanter Geoffroi, qui donc serait alors né vers 1075. Ce n'est pas impossible, mais il est plus satisfaisant de penser que Geoffroi est un petit-fils plutôt qu'un arrière-petit-fils de Renaud Ier comte de Nevers. D'ailleurs les deux Henri de Nevers, l'oncle et le neveu, n'en font peut-être qu'un, fils du comte Renaud Ier. On a aussi proposé que Geoffroi de Vendôme soit Geoffroi ci-dessus, frère de Renaud de Craon et de Robert de Sablé, et qui donc ne serait pas † jeune mais aurait tôt rejoint les rangs de l'Église. Par ailleurs, un fils cadet de Renaud de Craon ci-dessus s'appelle aussi Henri.

Robert le Bourguignon épousa en secondes noces en 1078 une femme nommée Berthe. A. Bertrand de Broussillon avait avancé dans sa généalogie qu'elle était la fille de Guérin de Craon, veuve de Robert Ier de Vitré (voir plus haut). Mais il réforma cette opinion dans la Maison de Laval, reconnaissant que Berthe, femme de Robert de Vitré, était morte avant son mari, et n'avait pu être femme de Robert le Bourguignon, remarié vingt ans avant la mort de Robert de Vitré. La seconde femme de Robert était aussi nommée Berthe, d'une famille inconnue, dit-on. On s'est peut être trop hâté de lui donner cette qualification. Il est certain que parmi les domaines de Robert, il en est un, en Noyen, comprenant au moins la paroisse de Saint-Germain et la suzeraineté d'Amné, qui n'est devenu sa possession que vers la fin de sa vie. Le seigneur de Sablé, qui avait déjà obtenu cette terre égale aux grandes baronnies et devait aussi à la générosité de Geoffroy Martel la baronnie de Craon, aurait donc encore trouvé l'occasion, par sa seconde alliance, d'augmenter sa fortune d'une seigneurie du Haut-Maine, qui passa dans l'héritage de son fils cadet, Robert.
Berthe ne donna pas d'enfant à son mari, mais elle est souvent citée avec lui, qualifiée « vénérable dame », femme de Robert le Bourguignon. A. Bertrand de Broussillon émet l'idée que la charte de 1108 de Geoffroy de Brion où on lui donne ce titre est faussement datée, puisque Berthe était veuve depuis dix ans. Il n'en est rien. La charte fut signée entre Mazé et la chaussée de Mazé où s'étaient réunis les comtes d'Anjou, Foulque le Réchin et Foulque, son fils, avec Hélie, comte du Maine. Il n'est pas douteux que l'objet du colloque était le mariage du futur comte d'Anjou avec Ermengarde, fille d'Hélie de la Flèche, lequel eut lieu peu avant la mort de Foulque le Réchin, père du jeune homme, le 14 avril 1109. Le prétendu anachronisme provient de ce que la mort de Robert le Bourguignon, parti pour la croisade, n'était pas encore connue. Son chapelain Barthélemi, son chevalier, ne revinrent pas plus que leur seigneur ; son fils Robert, parti deux ans plus tard, mourut aussi en Terre sainte. Enfin, la première affirmation de leur disparition est une charte de 1110 où Lisiard, petit-fils de Robert le Bourguignon, se dit seigneur de Sablé. Renaud III de Château-Gontier mourut aussi dans la campagne sainte, mais lui du moins eut une mention de son décès glorieux avant 1102. Renaud, fils aîné de Robert, resté dans sa baronnie, mourut quand même à cette époque (décembre 1101).